# Dicranopteron philotermes
Dicranopteron philotermes är en tvåvingeart som beskrevs av Schmitz 1931. Dicranopteron philotermes ingår i släktet Dicranopteron och familjen puckelflugor. Inga underarter finns listade i Catalogue of Life.